# Tamboril do Piauí
Tamboril do Piauí é um município brasileiro do estado do Piauí.
Com altitude de 350 metros, o município se localiza à latitude 08°24'00" sul e à longitude 42°54'49" oeste. Sua população estimada em 2007 era de 2 287 habitantes, distribuídos em 1 578,640 km² de área.
Surgiu a partir de um povoado, que inicialmente se chamava "Povoado Tamboril", tendo sido assim nomeado pelos primeiros colonos de origem portuguesa que alí fixaram moradia. Esse nome deu-se ao local pelo fato de que ao se estabelecerem no local esses colonos encontraram naquela localidade uma espécie de peixe de nome Tamboril, que em particular é um dos peixes tradicionais da Gastronomia Portuguesa.